# Le Dernier Assaut

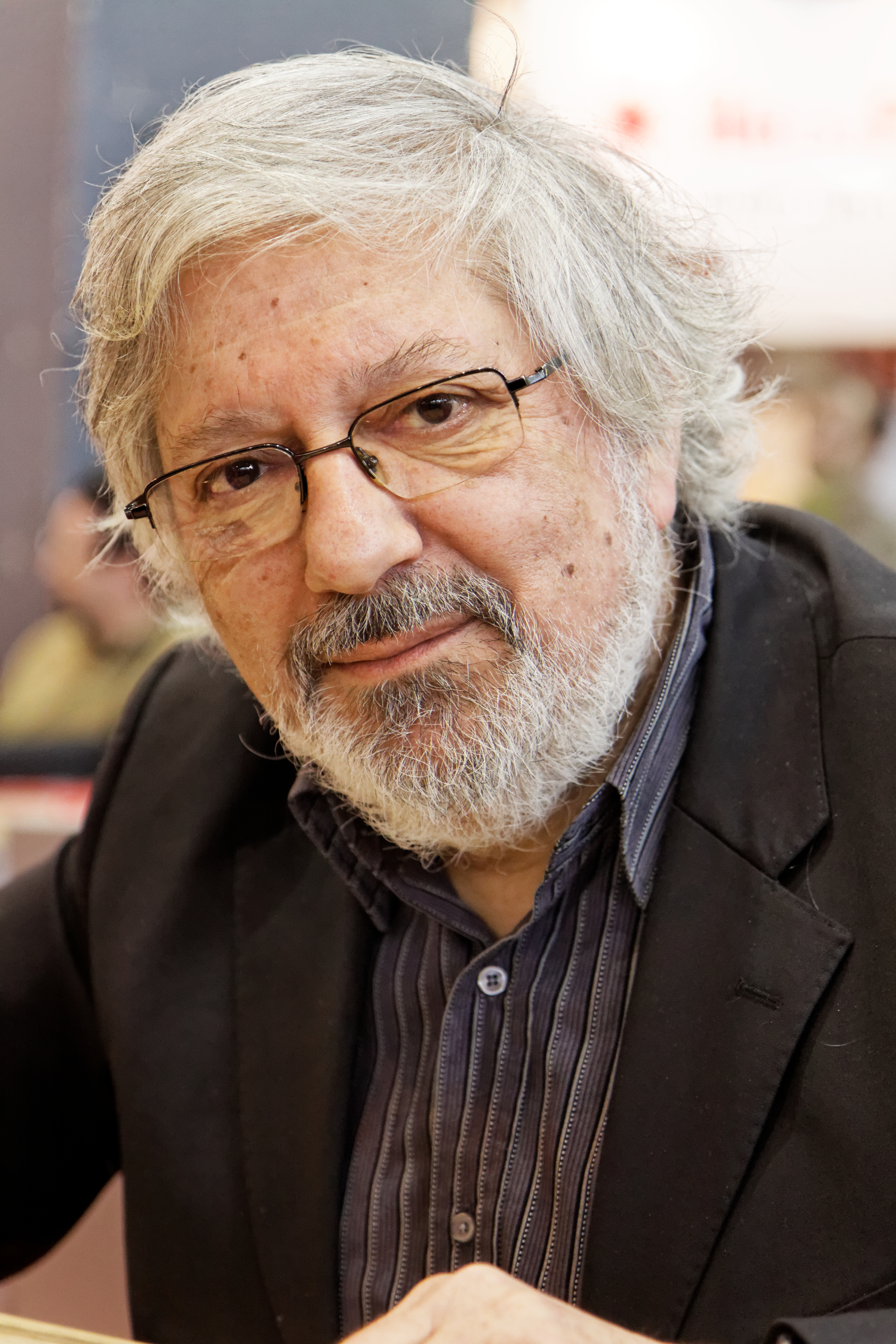
Jacques Tardi au Salon du Livre 2013.

Le Dernier Assaut est une bande dessinée de Jacques Tardi créée en collaboration avec Dominique Grange, sa femme, et le groupe Accordzéâm. 
Elle est parue en 2016 aux éditions Casterman. Il s'agit du dernier ouvrage de Tardi sur la Première Guerre mondiale.

## Résumé
La bande dessinée retrace les pensées et les faits et gestes d'un brancardier du 98e régiment d'infanterie prénommé Augustin. Après avoir achevé un blessé et abandonné son poste, celui-ci, pris de remords, se met à déambuler sur le champ de bataille, et fait de nombreuses rencontres telles que celle d'un officier raciste des troupes coloniales grièvement blessé avec lequel il a une violente altercation, celle de soldats nains de l'armée britannique ou celle de troupes russes. Égaré, Augustin trouve refuge dans une tranchée abandonnée et aperçoit un soldat allemand en train d'uriner quelques mètres plus loin. Il s'apprête à le tuer mais se ravise, prenant conscience de l'absurdité du conflit. Il s'avère que ce soldat était l'estafette Adolf Hitler. Plus tard, le brancardier rencontre un camarade de régiment qui meurt sous ses yeux lors d'une violente attaque allemande. Gravement blessé par des éclats d'obus, Augustin doit être évacué vers un hôpital militaire où il est décoré de la croix de guerre. Atteint de délires, il finit par sombrer dans un long coma où s'enchaînent les cauchemars et les souvenirs traumatisants,. 
L'ouvrage se veut un constat sur l'horreur du premier conflit mondial, thème récurrent de l’œuvre de Jacques Tardi déjà évoqué dans C'était la guerre des tranchées et la série Putain de guerre. 

## Production
Tardi collabore avec son épouse Dominique Grange et les musiciens du groupe Accordzéâm pour la production de l'ouvrage et annonce qu'il s'agit de son dernier sur la Première guerre mondiale. L'album nécessite parallèlement une recherche documentaire importante. Il est agrémenté d'un CD comprenant quatorze titres enregistrés au studio 180 à Paris. On y trouve notamment la Chanson de Craonne et quelques compositions originales.